# Jett Howard
Jett Howard (Chicago, 14 de setembro de 2003) é um jogador norte-americano de basquete profissional que atualmente joga no Orlando Magic da National Basketball Association (NBA).
Ele jogou basquete universitário pela Universidade de Michigan. Ele é filho do ex-jogador Juwan Howard (seu treinador em Michigan) e tem três irmãos mais velhos que jogam ou jogaram basquete universitário na Divisão I da NCAA. Howard foi selecionado pelo Magic como a 11º escolha geral no draft da NBA de 2023.

## Carreira no ensino médio
Jett Howard frequentou a NSU University School de 2018 a 2020 antes de se transferir para a IMG Academy para suas últimas temporadas. A equipe da University de 2018–19, que incluía Vernon Carey Jr., Scottie Barnes e Taylor Hendricks, além do irmão de Jett, Jace Howard, defendeu com sucesso seu título do Campeonato Estadual com uma vitória sobre a Andrew Jackson High School.
Na IMG, Howard e seus companheiros de equipe Jaden Bradley e Moussa Diabaté, que também se comprometeu com Michigan, chegaram às semifinais nacionais do GEICO em 2021, onde perderam para a Sunrise Christian Academy. Apesar da derrota, Paul Biancardi, da ESPN, descreveu Howard como o "melhor arremessador em quadra". Com os companheiros de equipe Keyonte George e Jarace Walker, Howard e a IMG perderam as semifinais nacionais de 2022 para a Montverde Academy, liderada por Dariq Whitehead.
Howard participou do Jordan Brand Classic em abril de 2022, apesar de ser o 37º jogador no ranking nacional e o 11º na sua posição na turma nacional de 2022. Em maio, Howard havia caído para a 40ª posição na turma nacional de 2022, mas destacou-se como MVP do Allen Iverson Roundball Classic. Iverson e J. R. Smith estavam entre aqueles que ficaram impressionados com Howard.
Apesar de ter um pai que era um importante técnico de basquete universitário (Juwan Howard), ele insistiu por um processo de recrutamento normal. Howard recebeu várias ofertas de universidades de conferências principais, incluindo quatro universidades da SEC (Florida, Tennessee, Vanderbilt e LSU), além de Michigan, Georgetown e NC State. Ele visitou Tennessee em setembro de 2021 e quase se comprometeu com eles. Seu círculo interno para a tomada de decisões incluía sua mãe e sua tia, que o acompanharam nas visitas, diferente de seu pai, que estava competindo pela sua adesão. Em 13 de outubro de 2021, Howard se comprometeu a jogar pela Universidade de Michigan, junto com seu irmão Jace. Em 13 de novembro de 2021, Howard assinou suas Cartas de Intenção Nacional.

## Carreira universitária

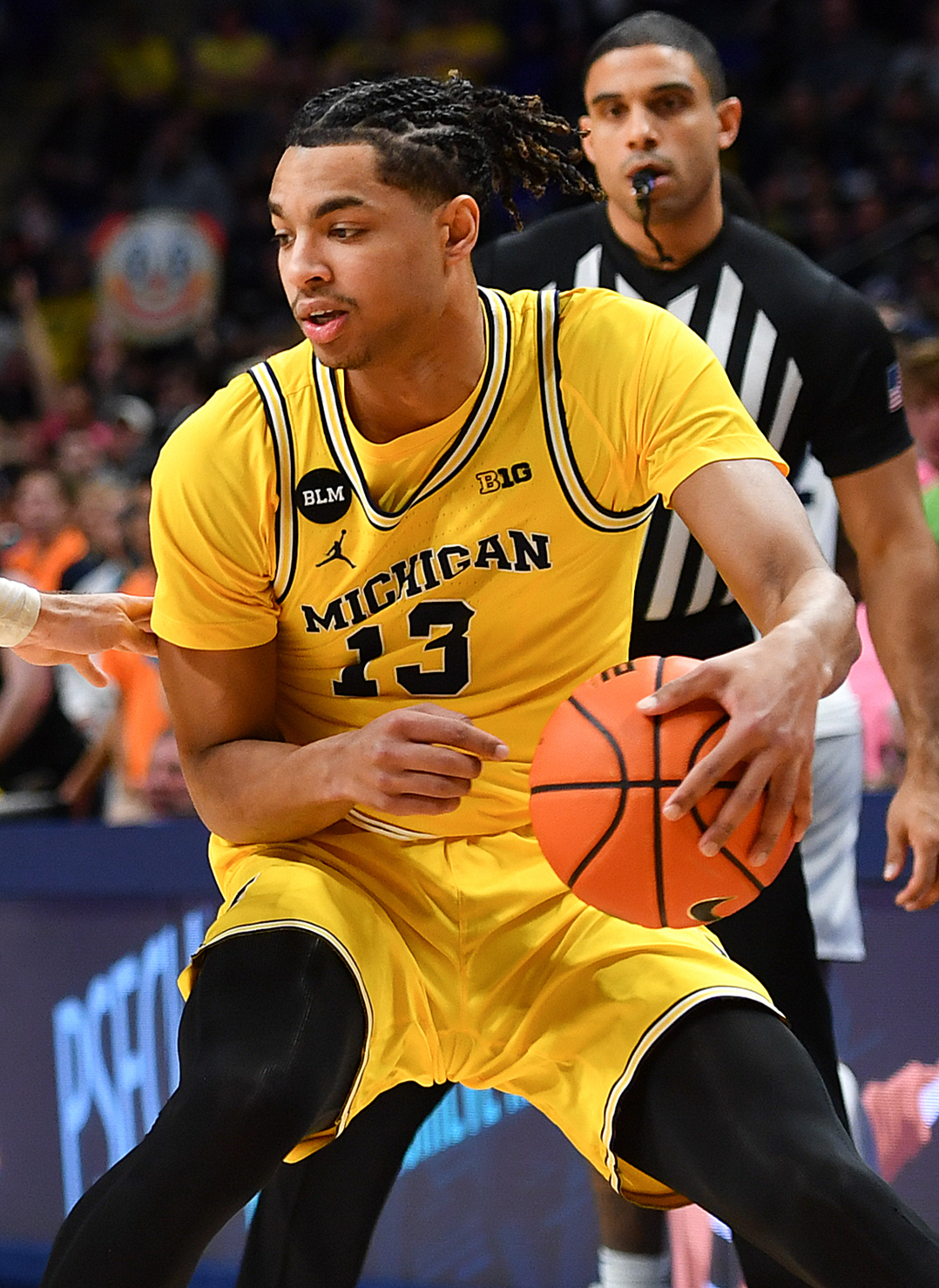
Howard com Michigan em 2023

A Universidade de Michigan começou a temporada em 7 de novembro de 2022, com uma vitória de 75–56 sobre Purdue Fort Wayne. Howard contribuiu com 21 pontos em sua estreia, tornando-se o primeiro jogador a estrear com mais de 20 pontos desde Jamal Crawford em 1999. Em sua primeira semana, ele ganhou o Prêmio de Calouro da Semana da Big Ten. No início de janeiro, ele já era mencionado como uma futura escolha do draft da NBA de 2023. Howard registrou a maior pontuação da temporada, 34 pontos, em 12 de janeiro de 2023, contra Iowa. Howard foi o segundo maior pontuador de Michigan com média de 14,2 pontos e liderou sua equipe com 78 arremessos de três pontos convertidos. Após a temporada regular, ele foi selecionado para a Terceira-Equipe da Big Ten pela mídia e menção honrosa dos treinadores. Seus 2,7 arremessos de três pontos por jogo foram o segundo maior número na Big Ten.
Em 23 de março de 2023, Howard anunciou que abriria mão de sua elegibilidade universitária restante e se declararia para o draft da NBA de 2023.

## Carreira profissional
O Orlando Magic selecionou Howard como a décima primeira escolha do draft da NBA de 2023.
Howard estreou contra o Houston Rockets em 25 de outubro, registrando uma assistência. Em sua próxima aparição, três jogos depois, em 31 de outubro contra o Los Angeles Clippers, ele marcou sua primeira cesta após um rebote. Até 20 de novembro, Howard havia aparecido em apenas 5 dos primeiros 13 jogos da equipe, jogando apenas 4,6 minutos por jogo. Assim, a equipe o designou para seu afiliado da G-League, Osceola Magic. Em sua estreia na liga em 22 de novembro, ele marcou 34 pontos com 7 cestas de três pontos contra o Rio Grande Valley Vipers. Howard alternou entre a NBA e a G-League, registrando 19 pontos em 39 minutos em suas primeiras 10 aparições na NBA e com média de 24,5 pontos, 3,3 rebotes e 1,5 assistências em seus primeiros seis jogos como titular na G-League.

## Estatísticas da carreira

### NBA

#### Temporada regular
| Ano     | Equipe  | PJ | PT | MPJ | AP   | 3P   | LL   | RT | AS | BR | TO | PPJ |
| ------- | ------- | -- | -- | --- | ---- | ---- | ---- | -- | -- | -- | -- | --- |
| 2023–24 | Orlando | 18 | 0  | 3.7 | .333 | .280 | .500 | .4 | .3 | .1 | .1 | 1.6 |

### Universitário
| Ano  | Equipe  | PJ | PT | MPJ | AP   | 3P    | LL | RT | AS | BR | TO | PPJ |
| ---- | ------- | -- | -- | --- | ---- | ----- | -- | -- | -- | -- | -- | --- |
| 2024 | Orlando | 2  | 0  | 4.9 | .667 | 1.000 | —  | .5 | .5 | .0 | .0 | 2.5 |

## Vida pessoal
Howard nasceu em Chicago em 14 de setembro de 2003, filho de Jenine e Juwan Howard. Seu pai teve uma carreira de 21 anos na NBA antes de se tornar o treinador principal de basquete da Universidade de Michigan e estava jogando pelo Orlando Magic na época do nascimento de Jett.
Seu meio-irmão, Juwan Howard Jr. (filho de Juwan Howard e Markita Blyden), foi duas vezes selecionado para a Segunda-Equipe da Horizon League pela Universidade de Detroit Mercy em 2014 e 2015. Seu outro meio-irmão, Joshua Howard (filho de Juwan Howard e Tabatha Johnson), jogou quatro anos pela Universidade Brown. Seu irmão Jace jogou em Michigan com ele. Seu pai é primo de Angela Jackson, mãe dos atletas da NBA Jalen McDaniels e Jaden McDaniels, tornando-o primo de segundo grau deles.

## Links externos
- Biografia do Michigan Wolverines
- Estatísticas na ESPN